# Tân Tiến, Tuyên Quang
Tân Tiến là một xã thuộc tỉnh Tuyên Quang, Việt Nam.

## Địa lý
Xã Tân Tiến nằm cách trung tâm huyện 10 km về phía đông, có vị trí địa lý:
- Phía đông giáp xã Túng Sán
- Phía tây giáp thị trấn Vinh Quang và xã Tụ Nhân
- Phía nam giáp xã Bản Nhùng và xã Ngàm Đăng Vài
- Phía bắc giáp xã Đản Ván và xã Túng Sán.

Xã Tân Tiến có diện tích 17,89 km², dân số năm 2019 là 3.971 người, mật độ dân số đạt 222 người/km².

## Hành chính
Xã Tân Tiến được chia thành 12 thôn, bản: Bản Chẽ 1, Bản Chẽ 2, Bản Qua 1, Bản Qua 2, Tân Tiến 1, Tân Tiến 2, Pác Ngàn, Thinh Rầy, Năm Than, Thu Lùng, Cốc Lầy, Cốc Cái.